# Elli Heimann
Elli Heimann (* 14. November 1891 in Luckenwalde; † 15. Februar 1966 in Santa Barbara) war eine deutsche Malerin und Kunstpädagogin jüdischer Familienherkunft. Laut dem baden-württembergischen Landeskundeportal LEO-BW und laut Hans-Dieter Mück in seiner Veröffentlichung zur Stuttgarter Sezession wurde Elli Heimann 1941 von den Nationalsozialisten in Stuttgart verhaftet, geriet in Verschollenheit und wurde (wahrscheinlich) ermordet. Laut Rainer Vogt (Der lange Weg, Stuttgarter Nachrichten vom 20. März 2015) konnte sich Elli Heimann dagegen ähnlich wie ihre Künstlerkollegen Dina Cymbalist und Klara Neuburger in letzter Minute aus Deutschland in die Vereinigten Staaten retten. Darüber hinaus divergieren Geburtsdatum und Geburtsort von Elli Heimann einerseits in den Angaben Hans-Dieter Mück und LEO-BW und andererseits den hier (in einer zweiten Artikelfassung) gegebenen Daten.

## Leben und Werk
Elli Heimann war die zweite Tochter des jüdischen Kaufmannes Fritz Heimann und Henriette Heimanns (geb. Tugendhat). Sie hatte noch eine am 19. März 1890 ebenfalls in Luckenwalde geborene Schwester Bertha. Im März 1907 zog die Familie nach Berlin um. Elli Heimann studierte an der Kunstschule Weimar Malerei und erwarb sich 1917 dort ein entsprechendes Abschlussdiplom.
Ab Anfang der 1930er Jahre ist Elli Heimann dann bis 1935 in Stuttgart (unter anderem im Adressbuch der Stadt) nachweisbar. Am 11. Februar 1932 schrieb der ihr offensichtlich bekannte Albert Schweitzer „to Elli Heimann in Stuttgart“. 1932 nahm sie mit einer Porträtstudie an der Ausstellung der Stuttgarter Sezession und auch an der Ausstellung der Juryfreien Künstlervereinigung Stuttgart teil. Von 1936 an gibt es keine Adressbucheinträge von Elli Heimann in Stuttgart mehr. Die von Maria Zelzer (1935) und von Günther Wirth (1935 und 1937) angegebenen Teilnahmen von Elli Heimann an den rein jüdischen Ausstellungen in den Räumen der Stuttgarter Loge müssen vor diesem Hintergrund zumindest genau geprüft werden. Elli Heimann verließ vermutlich Ende 1935 Stuttgart in Richtung Malcesine am Gardasee, wo ihr Vater seit 1931 wohnte. Laut Martin Münzel hielt der Ministerialbeamte Hans Schäffer zu dem ihm beruflich bestens bekannten Felix Heimann seit dieser Zeit engen Kontakt. Felix Heimann wurde 1931 in den Vorstand der RKG berufen. Er zog gleichzeitig aus gesundheitlichen Gründen nach Malcesine am Gardasee um. Hans Schäffer war dann 1938/1939 Elli Heimann bei der Emigration von Italien in die USA behilflich.
In Briefen vom 30. November 1942 und am 5. März 1944 an die aus Österreich stammende, amerikanische Cembalistin Alice Ehlers lässt Albert Schweitzer dann „Miss Elli Heimann aus Pasadena“ grüßen, die eine „Pacific Branch of the Albert Schweitzer Fellowship“ (mit)begründen wolle (Brief von 1942).
1943 melden die Museum News der American Association of Museums eine Ausstellung des Passadena Art Institutes unter anderem mit Werken von Elli Heimann. Elli Heimann stand in den USA in engem Kontakt zu den Quäkern und engagierte sich in der Flüchtlingshilfe. Nach 1943/1944 bis zu ihrem Lebensende kann momentan keinerlei künstlerische oder sozial-karitative Aktivität Elli Heimanns nachgewiesen werden. Laut dem Internetportal Ancient faces starb Elli Heimann am 15. Februar 1966 in Santa Barbara, Kalifornien, wo sie nachweislich seit 1953 wohnte.

## Zum abweichenden Geburtsort und Geburtsdatum
„Sine ira et studio“ wird nun eine mögliche Entstehung der Differenzen in der Darstellung der Person Elli Heimann versucht. Hans-Dieter Mück 1987 und am Ende einer Kette auch LEO-BW und die erste Fassung dieses Wikipedia-Artikels geben für die Malerin Elli Heimann als Geburtsjahr / -datum 1883 bzw. den 18. Juni 1883 (gegen den 14. November 1891) und als Geburtsort Bruchsal (gegen Luckenwalde) an. Am 18. Juni 1883 wurde in Bruchsal eine „Ella Heimberger“ geboren, die am 10. Oktober 1942 in Auschwitz ermordet wurde. Diese Ella Heimberger wirkte später in Stuttgart als Lehrerin, jedoch lange vor und auch nach Elli Heimanns Aufenthalt in Feuerbach (Stuttgart). Bereits in der Darstellung von Maria Zelzer fallen in ihrem „Namenverzeichnis“ die intendierte Elli Heimann und eine erst 1921 in Ansbach geborene Ella Heimann in einem Eintrag Ella(i) Heimann ineinander. In der von Zelzer so genannten „Totentafel“ findet sich dann jene Ella Heimann und auch die oben genannte Ella Heimberger mit ihren Bruchsaler Geburtsdaten, nicht aber Elli Heimann. Elli Heimann erwähnt Zelzer namentlich ausschließlich anlässlich ihrer Beteiligung an der jüdischen Kunstausstellung in Stuttgart 1935. In dieser nicht vollkommen übersichtlichen Situation übertrug scheinbar Hans-Dieter Mück irrtümlich die Geburtsdaten von Ella Heimberger auf Elli Heimann. Günther Wirth übernahm diese Daten, die letztlich in weitere Quellen gelangten. Hans-Dieter Mück und der Koautor Harry Schlichtenmaier schreiben im Vorwort ihrer ''Stuttgarter Sezession'': „Ausstellung und Katalog verstehen sich nicht als erschöpfende Darstellung des Themas […], sondern wollen vielmehr zu weiterer wissenschaftlicher Auseinandersetzung […] ermuntern.“ Ihre Arbeit soll auch der „Erarbeitung weiterer Monographien der vorgestellten Künstler“ dienen. In diesem Sinne erfolgte hier überhaupt die Darstellung von Elli Heimann (Luckenwalde) und auch die Richtigstellung ihrer Lebensdaten.
Die Quellen (1) Landesarchiv Thüringen, (2) Hans-Schaeffer-Papers, (3) Ancient faces, geben eindeutig und einheitlich die wesentlichen Lebensdaten von Elli Heimann (Luckenwalde) wieder: Geburtsdatum: 14. November 1891, Geburtsort: Luckenwalde, Vater: Felix Heimann.  Die Quelle  (4), die brieflichen Erwähnungen Elli Heimanns (Luckenwalde) durch Albert Schweizer als „Elli Heimann in Stuttgart“ (1932) und als „Elli Heimann in Pasadena“ (1942, 1944), dokumentiert zudem konsistent den Wechsel des Wirkungsortes Elli Heimanns (Luckenwalde) von Stuttgart nach Pasadena.  Der zu Anfang von Rainer Vogt in der Stuttgarter Zeitung vom März 2015 referierte Sachverhalt, dass die Malerin Elli Heimann, sprich Elli Heimann (Luckenwalde), sich noch rechtzeitig vor der NS-Verfolgung in die Vereinigten Staaten hat absetzen können, geht auch auf Corinna Steimel, 2015 Leiterin Städtischen Galerie Böblingen, zurück, die dort die Ausstellung „Die Klasse der Damen – Künstlerinnen erobern sich die Moderne“ initiierte und Elli Heimann mit ausstellte. Der Sachverhalt, dass Elli Heimann der NS-Verfolgung durch Flucht in die Vereinigten Staaten entkommen konnte, hat eine deutlich höhere Evidenz als ihr Ableben in einem deutschen Konzentrationslager.
Die Lebenswege von Elli Heimann (Luckenwalde) und Ella Heimberger (Bruchsal) wie auch das Ineinander-Verschwimmen dieser beiden Persönlichkeiten in der (kunst)historischen Darstellung müssen historisch und kunsthistorisch aufgearbeitet werden. Wikipedia will und kann in diesem Artikel nur eine bestmöglich stimmige, an Quellen orientierte Schilderung des Lebensweges von Elli Heimann (Luckenwalde) bieten. Der geschilderte Vorgang zeigt darüber hinaus: Wenige, manchmal eben auch privilegierte Verfolgte wie Elli Heimann (Luckenwalde) konnten dem Deutschland der Nationalsozialisten entkommen. Einer großen Mehrheit der NS-Verfolgten wie Ella Heimberger (Bruchsal) gelang dies hingegen nicht. Ihr konnte es mit den ihr gegebenen Möglichkeiten nie gelingen. Auch Elli Heimanns seit 1938 in zweiter Ehe in Paris verheiratete Schwester Bertha Roger-Heimann (in erster Ehe Bertha Bessmertny-Heimann, geborene Bertha Heimann), eine Wissenschaftshistorikerin, galt nach mehreren Quellen infolge der NS-Verfolgung seit 1940/1941 als verschollen. Aktuelle Auswertungen der bereits genannten Schaeffer-Papers zeigen jedoch, dass Bertha Roger-Heimann und ihr zweiter Ehemann an unbekanntem Ort überlebten, wenn auch Bertha Roger-Heimann nach 1945 nicht mehr an ihre erfolgreiche, bis 1940 dauernde Karriere als Wissenschaftshistorikerin und Übersetzerin anknüpfen konnte. Nach dem Krieg bewohnte das Ehepaar das Anwesen des im Oktober 1943 verstorbenen Felix Heimann in Malcesine, wobei es laut den Schaeffer-Papers (Korrespondenz zwischen Elli Heimann und Schäffer von 1947) zu Erbauseinandersetzungen um das Immobilienvermögen mit Elli Heimann kam. Diese Angaben decken sich mit den Ausführungen der Historikerin Victoria de Grazia von der Columbia University.

## Ausstellungsteilnahmen Elli Heimann (Auszug)
- 1925: Juryfreie Kunstschau. Berlin („Zwei Knaben“, „Italienische Dorfstraße bei Nacht“)[21]
- 1927: Die schaffende Frau in der bildenden Kunst. Berlin.[22]
- 1932: Stuttgarter Sezession.[4]
- 1932: Juryfreie Künstlervereinigung Stuttgart.[4]
- 1935: Jüdische Kunstausstellung in Stuttgart, Gartenstraße 30.[15]